# Diplycosia abanii
Diplycosia abanii är en ljungväxtart som beskrevs av Graham Charles George Argent. Diplycosia abanii ingår i släktet Diplycosia och familjen ljungväxter. Inga underarter finns listade i Catalogue of Life.